# أبهيت الحجر
قرية أبهيت الحجر هي إحدى القرى التابعة لمركز سنورس في محافظة الفيوم في جمهورية مصر العربية. حسب إحصاءات سنة 2006، بلغ إجمالي السكان في أبهيت الحجر 5970 نسمة، منهم 3090 رجل و2880 امرأة.